# Колесниково (Заводоуковський міський округ)
Коле́сниково (рос. Колесниково) — село у складі Заводоуковського міського округу Тюменської області, Росія.
Населення — 999 осіб (2010, 1146 у 2002).
Національний склад станом на 2002 рік:
- росіяни — 88 %